# アメリカ合衆国からの暗号の輸出規制

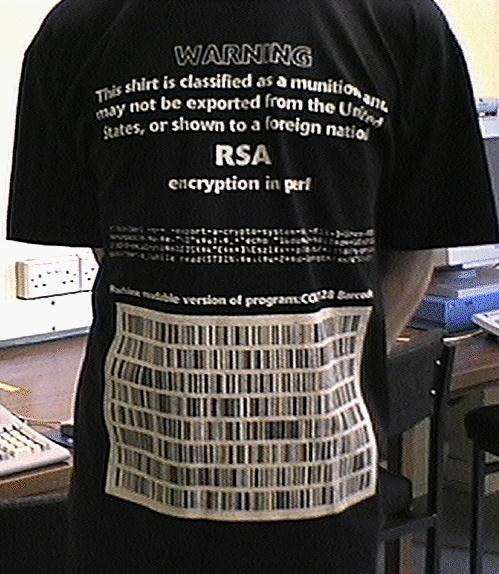
輸出が規制されていたRSA暗号のソースコードをプリントした結果、軍需品に該当するようになってしまったTシャツ。言論の自由の観点から輸出規制に反対するために作られた （裏面）。後に法改正が行われ、このTシャツを輸出する、あるいはアメリカ人がこのTシャツを外国人に見せることが違法とされなくなった。

アメリカ合衆国では、暗号に関する装置、技術を輸出する際に、各種の規制を課してきた。本項ではそのようなアメリカ合衆国からの暗号の輸出規制（あめりかがっしゅうこくからのあんごうのゆしゅつきせい）について述べる。1992年までは規制は強固なものであったが、2000年までに規制緩和が進んでいった。ただし、規制が完全に撤廃されたわけではない。

## 背景と手法
第二次世界大戦以降、アメリカ合衆国やNATOの加盟国など各国で、国家安全保障上の理由により暗号の輸出が規制されるようになった。そして、アメリカ合衆国では、暗号技術が1992年に至るまで、アメリカ合衆国軍需品リストに、「補助的軍事技術」 (Auxiliary Military Technology) として残り続けていた。
第二次世界大戦でエニグマや日本の機械式暗号の解読に苦闘させられた経験を元にすれば、敵国・仮想敵国へ、暗号技術が渡るのを防ぐことの軍事的重要性は明らかであった。さらには、脱植民地化の流れで多数の独立国が生まれている中、それらの国が冷戦でどちら側につくかが重要視されており、他国の外交通信を暗号に阻まれず監視したいという意図もあった。
さらに、合衆国とイギリスでは、他国より暗号技術が優れていると考えており、両国の諜報機関としては、それらの優位な暗号化技術を「すべて」自らの制御下に置くことが有益だと考えていた。
一方、アメリカ合衆国憲法修正第1条がある以上、国内での暗号使用をコントロールするのは困難であったが、海外については憲法上の制約もなく、輸出を規制することは現実的と判断された。
結果、暗号規制は軍需品規制の一環として行われ、暗号技術（技術に関する記述も含めて）を輸出するには許可が必要となった。具体的には、ある強さ（アルゴリズムと鍵長による）を超えるものについては、輸出に際してケースバイケースでの許可が必要となった。このような規制を敷くことで、アメリカは他国の通信を読めるが、逆に他国はアメリカの通信が読めないという国益を生み出すことを目論んでいた。他の国でも理由をつけて規制が行われた。
規制の制定後、1970年代にはData Encryption Standard (DES) や公開鍵暗号といった技術が公刊されるようになり、インターネットの普及後は訴訟覚悟で使う人が出てきたこともあって次第に規制の実効性が失われていった。1990年代の後半には、アメリカでの規制は緩和され、フランスなど他国でも規制緩和が行われた。1997年に至って、アメリカ国家安全保障局 (NSA) は、強い暗号が普及することで、国際的なテロリストなどを含めた海外の情報に対するシギント活動が困難となるということに懸念を示した。そして、強固な基盤を元にしたアメリカの暗号化ソフトウェアは、輸出されれば国際通信で標準的なものとなるであろうと、NSAは評価している。同じ1997年には、連邦捜査局 (FBI) 長官であったルイス・フリーは以下のように述べている。

法執行という観点からは、この問題をどう扱えばいいかは単純な話である。情報通信技術が進展し、情報の価値が飛躍的に高まる昨今においては、強固な暗号を容易に利用できることは必要不可欠であり、議論の余地はない。現在行われている通信や保存しているデータを暗号化できるようにすることは、情報セキュリティを図る上で現時点においてすら必要不可欠であり、今後はますますそうなっていくであろう。
よくある話ではあるが、公衆安全や国家安全保障といった他の側面からも暗号問題を検討しなければならない。我々としては、キーエスクローのない強固な暗号が普及すれば、犯罪捜査や対テロリズムの能力を大きく減ずることとなると考えている。さらには、暗号が破れないことで薬物取引、スパイ、テロリストからギャングに至るまでの、仲間内での通信を便利にしてしまう結果ともなる。つまりは、犯罪組織やテロリストに対して、犯罪捜査や阻止のために我々が突きうるわずかな隙の1つを埋めてしまうこととなる。
以上を踏まえれば、暗号規制に対してはバランスをもって対応していくというのが、法執行機関間での一致した意見である。

## 歴史

### 冷戦期
冷戦の初期には、アメリカと同盟国が、西側諸国の幅広い技術について、他者、とりわけ東側諸国の手に落ちることを防ぐため、複雑な輸出規制を組み立てていった。「重要」だと分類されたものには輸出許可が必要となった。対共産圏輸出統制委員会（ココム）がこれらの輸出規制管理のために設置された。
輸出規制の対象となる技術には、軍事専用のものと商用利用も可能なものの2種類があったが、軍事専用の技術は国務省の管轄、商用利用も可能なものについては商務省の管轄となっていた。第二次大戦終了直後には、暗号の利用はほぼ軍事利用に限られていたので、暗号技術（技術そのもの以外に、暗号機やソフトウェアも含め）はアメリカ合衆国軍需品リストのカテゴリーXIIIに指定された。暗号技術を西側諸国への輸出に限定するのには、ココムの枠組みを利用していた。
ところが、1960年代には、電子的な送金が広がるに連れて、金融業界から強い暗号を求める声が出始めてきた。アメリカ政府では1975年にData Encryption Standardを制定したが、これは商用でも強い暗号が必要となっていき、輸出規制との兼ね合わせが問題となるであろうことを意味していた。通常、強い暗号を商用利用する場合、IBMのようなコンピューターメーカーや、大口の顧客が輸出許可を取得することとなっていた。

### パソコンレベルでの暗号化の普及
パソコンが普及するとともに、暗号の輸出規制は一般人にも影響するような問題となっていった。フィル・ジマーマンの作ったPGPが1991年にはインターネットで配布されたが、これは「個人レベル」で輸出規制に抵触する例となった（なお、ジマーマンは後にアメリカ合衆国憲法修正第1条（言論・出版の自由）によりアメリカ政府が出版物を取り締まれないことを逆手に取り、PGPのソースコードを書籍 (ISBN 0-262-24039-4) として出版・国外輸出することでPGPをアメリカ国外へ合法的に拡散することに成功している）。1990年代には電子商取引が普及するに連れて、暗号規制緩和への圧力も強くなった。そんな中、Netscape社がSSLプロトコルを構築し、公開鍵暗号でクレジットカードによる取引情報を守るための標準的な手法となっていった。
初期のSSLでは128ビットの鍵を持つRC4が使われていたが、この強度の暗号はアメリカからの輸出に際して許可すらおりないものであった。この時点で西側諸国の政府が採っていた態度は、軍事的には他国への流出を防ぎたいが、商業的には暗号化を推進したいという二面性をもったものとなっていた。
特別な許可なしに輸出が可能であった鍵長は40ビットまでであったので、Netscape社では、ウェブブラウザを2種類用意することとした。「アメリカ国内版」では128ビットの暗号をそのまま採用し、一方の「国際版」では、128ビットある暗号鍵のうち88ビットを平文で送信することにより、強度を40ビットまで下げていた。たいていのユーザーはわざわざ「国内版」を入手するのを手間に感じ、結果としてアメリカ国内ですら、（その当時の）パソコン1台で数日のうちに破れる40ビット暗号が普及してしまった。Lotus Notesでも似たようなことが起きた。
ダニエル・バーンスタインが起こした裁判や、すでにアメリカ国外で暗号が普及してきていること、さらには経済界からも弱い暗号が電子商取引の成長を阻害しているとの声が上がるなどの状況変化もあり、輸出規制は次第に緩和され、1996年にはビル・クリントンが出した大統領令13026号により、暗号化技術は軍需品リストから商務省の規制リストへと移された。さらに、同令では、輸出管理上、ソフトウェアを「技術」として規制することは適当でないとされた。これらの規制緩和の延長線上として、2000年には商務省により商用・オープンソースの暗号ソフトウェアについて、大幅な規制の単純化が行われた。

### 21世紀
2009年時点では、民生用の暗号輸出については商務省の産業安全保障局 (BIS) が管理している。大量生産されるような製品についても一部で、特に「ならず者国家」やテロリストへの輸出については規制が残存している。軍事用の暗号機器、漏洩電磁波対策 (TEMPEST) のなされた電子機器、特別設計の暗号ソフトウェア、さらには暗号のコンサルティングについては、依然として輸出許可が必要となる (pp. 6–7)。さらに、「64ビットを超える暗号による」大量生産の機器やソフトウェアは、BISへの登録が必要となる (75 F.R. 36494)。そうでないものでも、大半の国への輸出に際しBISによるレビューあるいは事前報告が必要となるものがある。例えば、オープンソースによる暗号化ソフトウェアでは公開前にBISへの報告が必要となるが、レビューは課されない。1996年以前の状況よりは規制緩和されているとはいえ、暗号輸出にはまだまだ多様な規制が課されている。ワッセナー・アレンジメントへの加盟国など、アメリカ以外の国でも同様の規制が課されている。

## 詳細
アメリカでの民生品の輸出については、連邦規則集の第15巻第7章C項、輸出管理規則 (EAR; Export Administration Regulations) により規制が行われている。
軍事用に開発や改良などをされた暗号機器については、軍需品リストに掲載され、国務省の管理になる。

### 用語
暗号輸出に関連した用語は、EARの772.1条に定義がある。具体的には、以下のようなものがある。
暗号コンポーネント（英: Encryption Component）
暗号化機器やソフトウェア。ソースコードは含まないが、暗号化機能のある集積回路は含まれる。
暗号アイテム（Encryption items）
軍事用でない暗号機器・ソフトウェア・技術を指す。
オープン暗号インターフェース（Open cryptographic interface）
装置の作者、あるいはその代理人の助けを借りることなく、利用者や第三者が暗号化機能を組み込むことが出来る仕組みを指す。
補助的暗号化（Ancillary cryptography）
主要な目的が通信や暗号化のためでないものを指す。例えば、ゲームや家電機器、録画機器などに組み込まれるデジタル著作権管理システム、火災警報器や空調設備、産業用ロボットのような産業・製造設備、自動車や航空のような輸送機器に使われるものがある。
輸出先の国はEAR Supplement No. 1 to Part 740により4つのグループ（A、B、D、E）に分けられ、さらに細分化されている。国によっては、複数のグループに属することもある。暗号の輸出については、グループB、D:1、E:1がポイントとなる。
- グループBには大半の国が属し、これらの国への暗号の輸出規制は緩和されている。
- グループD:1には中華人民共和国、ロシアなど2018年4月時点で21カ国が属し、これらの国への輸出規制は強化されている。
- グループE:1にはテロ支援国家として2018年4月時点ではイラン、朝鮮民主主義人民共和国、スーダン、シリアが指定されている。

EAR Supplement No. 1 to Part 738には、「Commerce Country Chart」として国ごとの輸出制限を一覧にした表がある。表内にXが付いているところで規制がかかり、輸出には許可が必要となる。暗号化の分野では、以下の規制が主だったものである。
- NS1 National Security Column 1
- AT1 Anti-Terrorism Column 1

### 分類
輸出規制上、対象となる物品は貿易規制リストの詳細化として、輸出規制分類番号（ECCN; Export Control Classification Number）により区分されている。暗号関係では以下のようなものがある。
- 5A002 - 「情報セキュリティ」のためのシステム、機械、集積回路。規制理由:NS1、AT1
- 5A992 - 「大量生産」向けの暗号機器であり、5A002ほどの規制が不要なもの。規制理由:AT1
- 5B002 - 5A002、5B002、5D002、5E002に区分されるような暗号機器の開発、生産を行うための機器。規制理由:NS1、AT1
- 5D002 - 以下のような暗号化ソフトウェア。規制理由:NS1、AT1
  - 5A002、5B002、5D002に区分される機器の製造・開発に使われる、あるいはその一部となるソフトウェア
  - 5E002に区分される技術に使われるもの
  - 5A002、5B002に区分される機器の機能を構成するもの
  - 5D002に区分されるソフトウェアの認証を行うもの
- 5D992 - 5D002に区分されない暗号化ソフトウェア。規制理由:AT1
- 5E002 - 5A002や5B002、5D002に区分される機器の製造、運用、あるいは機器自体に使用される技術。規制理由:NS1、AT1
- 5E992 - 5A992や5D992に区分される機器に使われる技術。規制理由:AT1

これらの分類は自ら付するか、BISの審査に基づいて分類される。大抵の場合、5A992や5D992へ分類されたい場合にはBISの区分審査が必要となる。

## 後世への影響
暗号強度が規制された結果、短いRSA鍵を一時的に使用して暗号化する方式がSSL/TLSに実装された。後に規制緩和が行われ、もっと強い暗号が主流となった中でも、数時間で破れるようになってしまった一時鍵での通信を受け入れるサーバの存在、そして不適切な場面で送られてきた一時鍵をも受け入れるクライアントの存在により、暗号通信の安全性が破れることが2015年に発表され、FREAKと呼ばれるようになった。皮肉なことに、暗号規制を推進したNSA自身のサイトもFREAKに対して脆弱であったことが判明している。